# 诺米 (特伦托自治省)
诺米（義大利語：Nomi），是意大利特伦托自治省的一个市镇。总面积6平方公里，人口1298人，人口密度216.3人/平方公里（2009年）。ISTAT代码为022128。